# Canton de Sauveterre-de-Béarn
Le canton de Sauveterre-de-Béarn est un ancien canton français situé dans le département des Pyrénées-Atlantiques et la région Aquitaine.

## Composition
Le canton regroupait 21 communes:
- Abitain
- Andrein
- Athos-Aspis
- Autevielle-Saint-Martin-Bideren
- Barraute-Camu
- Burgaronne
- Castetbon
- Espiute
- Gestas
- Guinarthe-Parenties
- L'Hôpital-d'Orion
- Laàs
- Montfort
- Narp
- Oraàs
- Orion
- Orriule
- Ossenx
- Saint-Gladie-Arrive-Munein
- Sauveterre-de-Béarn
- Tabaille-Usquain

## Histoire
En 1790, le canton de Sauveterre ne comprenait pas l'Hôpital-d'Orion, ni Oraàs et Orion, mais incluait en plus des communes actuelles Araujuzon, Araux, Audaux, Bastanès, Bugnein, Castetnau-Camblong, Charre, Lichos, Rivehaute et Viellenave du canton de Navarrenx.

## Représentation

### Conseillers généraux de 1833 à 2015
| Période           | Identité                                         | Parti                  | Qualité |
| ----------------- | ------------------------------------------------ | ---------------------- | --- |
| 1833-1839         | Jean Larrouy d'Orion                             | Majorité ministérielle | Propriétaire et négociant à Orthez |
| 1839-1845 (décès) | Vicomte Jean-Baptiste de Nays-Candau             |                        | Propriétaire, maire d'Anoye puis de Sauveterre-de-Béarn |
| 1845-1848         | Chevalier Louis de Nays (frère du précédent)     |                        | Propriétaire à Uzan |
| 1848-1861         | Baron Antoine Janin                              |                        | Général de division, retiré à Osserain |
| 1861-1868         | Ubald d'Abbadie d'Ithorrotz, Baron de Moncontour |                        | Propriétaire du château d'Ithorrotz à Saint-Palais |
| 1868-1887 (décès) | Léon d'Arripe de Lannecaube                      | Républicain            | Propriétaire à Ossenx |
| 1887-1889         | Isidore Cabanne                                  | Républicain            | Notaire à Sauveterre-de-Béarn |
| 1889-1895         | Prosper Minvielle                                | Républicain            | Maire de Sauveterre-de-Béarn |
| 1895-1901 (décès) | Isidore Cabanne                                  | Républicain            | Notaire à Sauveterre-de-Béarn |
| 1902-1907         | Édouard Brissaud                                 | Républicain            | Médecin, historien de la médecine |
| 1907-1940         | Léon Bérard                                      | GD-RG                  | Avocat, maire de Sauveterre-de-Béarn Député de 1910 à 1927 Sénateur de 1927 à 1940 Nommé conseiller départemental en 1943                                    |
|                   |                                                  |                        | |
| 1945-1976         | Pierre de Chevigné                               | MRP puis CD            | Journaliste Ministre (1951, 1954 et 1958) Député de 1945 à 1958 Président du Conseil Général de 1964 à 1976 Maire d'Abitain de 1935 à 1940 et de 1945 à 1965 |
| 1976-1994         | Jean Récapet                                     | CNI-RPR                | Chef d'entreprise Maire de Sauveterre-de-Béarn |
| 1994-2015         | Denise Saint-Pé                                  | UDF puis MoDem         | maire d'Abitain de 1983 à 2001 Elue en 2015 dans le Canton d'Orthez et Terres des Gaves et du Sel                                                            |

### Conseillers d'arrondissement (de 1833 à 1940)
Le canton de Sauveterre-de-Béarn appartenait à l'arrondissement d'Orthez jusqu'à sa disparition en 1926.
| Période                                  | Période      | Identité         | Étiquette   | Qualité |
| ---------------------------------------- | ------------ | ---------------- | ----------- | --- |
| 1833                                     | 1839         | Antoine Barbaste |             | Maire de Sauveterre-de-Béarn                                                                                |
| 1839                                     | 1848         | Caliste Cassou   |             | Maire d'Andrein                                                                                             |
|                                          |              |                  |             | |
|                                          | 1887 (décès) | M. Frémont       |             | Médecin, conseiller municipal de Sauveterre-de-Béarn, Président du Conseil d'arrondissement                 |
|                                          |              |                  |             | |
| 1898                                     |              | Victor Majourau  | Républicain | Négociant, adjoint, puis maire de Sauveterre-de-Béarn                                                       |
|                                          | 1909 (décès) | M. Bérard        |             | |
|                                          |              |                  |             | |
| 1922                                     | 1934         | M. Erny          | Républicain | Médecin à Sauveterre-de-Béarn                                                                               |
| 1934                                     | 1940         | Pierre Doze      | RG          | Inspecteur d'assurances, propriétaire à Sauveterre-de-Béarn                                                 |
| 1940                                     |              |                  |             | Les conseils d'arrondissement ont été suspendus par la loi du 12 octobre 1940 et n'ont jamais été réactivés |
| Les données manquantes sont à compléter. |              |                  |             | |

## Démographie
| 1962  | 1968  | 1975  | 1982  | 1990  | 1999  | 2006  | 2011  | 2012  |
| ----- | ----- | ----- | ----- | ----- | ----- | ----- | ----- | ----- |
| 4 418 | 4 358 | 4 459 | 4 352 | 4 126 | 3 921 | 4 001 | 4 089 | 4 160 |

## Sources
1. ↑  Paul Raymond, Dictionnaire topographique du département des Basses-Pyrénées, Paris, Imprimerie Impériale, 1863, 208 p. (BNF 31182570, lire en ligne).
2. ↑  « Ministère de la culture - Base Léonore », sur culture.gouv.fr (consulté le 18 mai 2023).
3. ↑  « Généalogie de Ubald d'ABBADIE d'ITHORROTZ », sur Geneanet (consulté le 2 août 2020).
4. ↑  « Journal officiel de la République française. Lois et décrets », sur Gallica, 29 octobre 1887 (consulté le 2 août 2020).
5. ↑  « Journal officiel de la République française. Lois et décrets », sur Gallica, 30 janvier 1902 (consulté le 2 août 2020).
6. ↑  « Journal officiel de la République française. Lois et décrets », sur Gallica, 1er mars 1902 (consulté le 2 août 2020).
7. ↑  « Journal officiel de la République française. Lois et décrets », sur Gallica, 23 mai 1943 (consulté le 2 août 2020).
8. ↑  Structure de la population du canton de 1968 à l'année de la dernière population légale connue
9. ↑  Fiches Insee - Populations légales du canton pour les années 2006, 2011, 2012

## Pour approfondir